# Colin William Stewart
Colin William Stewart (geb. vor 1974) ist ein kanadischer Diplomat. Er ist seit 2021 UN-Sonderbeauftragter und Leiter der United Nations Peacekeeping Force in Zypern (UNFICYP).

## Herkunft und Ausbildung
Colin Stewart besuchte von 1974 bis 1979 die Gloucester High School in der kanadischen Bundeshauptstadt Ottawa. Von 1981 bis 1985 absolvierte er ein Bachelorstudium in Politikwissenschaften an der Universität Laval in Québec.

## Karriere

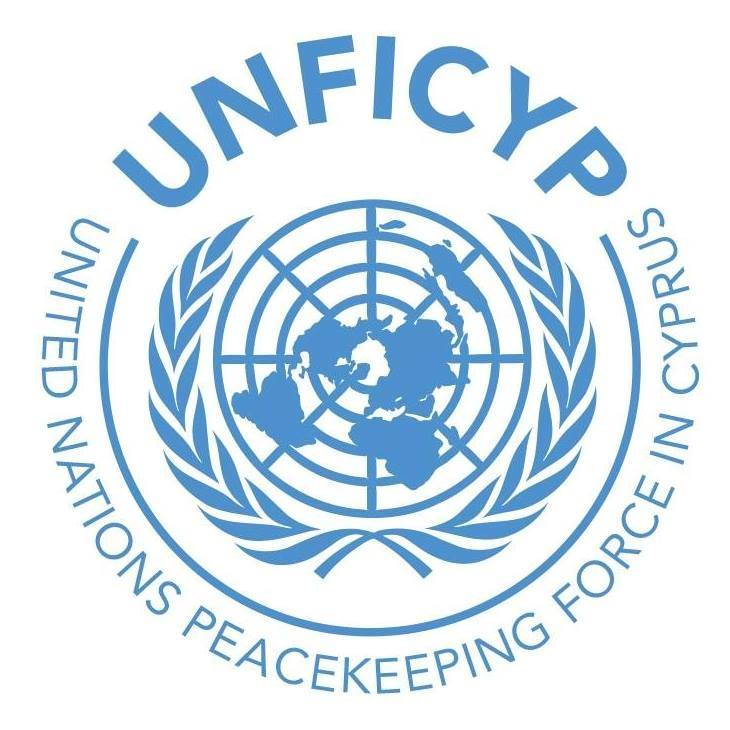

Colin William Stewart trat 1990 in den diplomatischen Dienst Kanadas ein und gehörte ihm bis 1997 an.
In den 2000er Jahren war Stewart für die Vereinten Nationen tätig. Er war stellvertretender Leiter und Chief of Staff des UN-Büros (UNOAU) bei der Afrikanischen Union in Addis Ababa, er war Chief of Staff und politischer Leiter bei der United Nations Integrated Mission in Timor-Leste (UNMIT) (2007–2009) und darüber hinaus in einer Reihe anderer Missionen tätig.
Von 2017 bis 2021 war er UN-Sonderbeauftragter und Leiter der UN-Mission für das Referendum in der Westsahara (MINURSO).
Am 4. November 2021 wurde Colin Stewart von UN-Generalsekretär António Guterres als Nachfolger seiner Landsfrau Elizabeth Spehar zum UN-Sonderbeauftragten und Leiter der Peacekeeping Force in Zypern (UNFICYP) ernannt, darüber hinaus zu stellvertretenden Sonderberater des Generalsekretärs für Zypern.

## Privates
Er spricht neben englisch und französisch auch indonesisch.